# Збірна Сальвадору з футболу
Збі́рна Сальвадо́ру з футбо́лу — національна футбольна команда, що представляє Сальвадор на міжнародних футбольних турнірах і в товариських матчах. Збірна Сальвадору двічі, в 1970 і 1982 роках, пробивалася у фінальну стадію чемпіонатів світу, але успіху там не здобула. Проте, дві участі в чемпіонатах світу — це четвертий результат у зоні КОНКАКАФ після визнаних лідерів — Мексики, США і Коста-Рики.
Станом на 3 квітня 2025 посідає 81-e місце у рейтингу футбольних збірних світу.

## Чемпіонат світу
- 1930 – 1934 — не брала участі
- 1938 – 1950 — відмова від участі
- 1954 – 1966 — не брала участі
- 1970 — 1-й раунд (груповий етап)
- 1974 – 1978 — не пройшла кваліфікацію
- 1982 — 1-й раунд (груповий етап)
- 1986 – 2022 — не пройшла кваліфікацію

## Золотий кубок КОНКАКАФ
- 1963 — 2-е місце
- 1965 — 4-е місце
- 1967 – 1971 — не брала участі
- 1973 — не пройшла кваліфікацію
- 1977 — 3-е місце
- 1981 — 2-е місце
- 1985 — 4-е місце
- 1989 — 5-е місце
- 1991 – 1993 — не пройшла кваліфікацію
- 1996 – 1998 — груповий етап
- 2000 — не пройшла кваліфікацію
- 2002 – 2003 — чвертьфінал
- 2005 — не пройшла кваліфікацію
- 2007 – 2009 — груповий етап
- 2011 – 2013 — чвертьфінал
- 2015 — груповий етап
- 2017 — чвертьфінал
- 2019 — груповий етап
- 2021 — чвертьфінал
- 2023 — груповий етап
- 2025 — груповий етап